# 사랑하고 싶다

《사랑하고 싶다》는 2006년 2월 27일부터 같은 해 7월 29일까지 방영되었던 SBS 아침연속극이었다.

## 등장 인물
- 이응경(우여진)
- 김지석(지은우)
- 김병세(강지헌)
- 신소미(지은서)
- 성동일(백승태)
- 윤소정(여진 시어머니 심 여사)
- 오지혜(째즈바 황 사장)
- 홍소희(째즈바 종업원 미스 홍)
- 이승형(장 검사)
- 변주연(여진 딸 강예슬)
- 여진구(은서 아들 백민형)
- 이경화(지헌 여동생 강지아)
- 박영록(대두파 보스 양대두)
- 김형범(지헌 후배의사 김 펠로우)
- 홍인, 승현, 장세윤, 장은비